# Lijst van Zweedse ministers van Financiën

## Ministers van Financiën van Zweden (1983–heden)
| Minister van Financiën      | Minister van Financiën | Minister van Financiën       | Ambtstermijn             | Ambtstermijn     | Partij(en)       | Premier(s)                      | Kabinet(en)  |
| --------------------------- | ---------------------- | ---------------------------- | ------------------------ | ---------------- | ---------------- | ------------------------------- | ------------ |
|                             | Kjell-Olof Feldt       | Kjell-Olof Feldt (1931–2025) | 1 januari 1983           | 15 februari 1990 | SAP              | Olof Palme (1982–1986)          | Palme IV     |
| Palme V                     | Kjell-Olof Feldt       | Kjell-Olof Feldt (1931–2025) | 1 januari 1983           | 15 februari 1990 | SAP              | Olof Palme (1982–1986)          |              |
| Ingvar Carlsson (1986–1991) | Kjell-Olof Feldt       | Kjell-Olof Feldt (1931–2025) | 1 januari 1983           | 15 februari 1990 | SAP              | Carlsson I                      |              |
| Ingvar Carlsson (1986–1991) |                        |                              | Odd Engström (1941–1998) | 15 februari 1990 | 27 februari 1990 | Carlsson I                      | SAP          |
| Ingvar Carlsson (1986–1991) |                        | Allan Larsson                | Allan Larsson (1938)     | 27 februari 1990 | 4 oktober 1991   | SAP                             | Carlsson II  |
|                             |                        | Anne Wibble (1943–2000)      | 4 oktober 1991           | 7 oktober 1994   | FL               | Carl Bildt (1991–1994)          | Bildt        |
|                             | Göran Persson          | Göran Persson (1949)         | 7 oktober 1994           | 22 maart 1996    | SAP              | Ingvar Carlsson (1994–1996)     | Carlsson III |
|                             | Erik Åsbrink           | Erik Åsbrink (1947)          | 22 maart 1996            | 12 april 1999    | SAP              | Göran Persson (1996–2006)       | Persson I    |
| Persson II                  | Erik Åsbrink           | Erik Åsbrink (1947)          | 22 maart 1996            | 12 april 1999    | SAP              | Göran Persson (1996–2006)       |              |
|                             | Bosse Ringholm         | Bosse Ringholm (1942)        | 12 april 1999            | 31 oktober 2004  | SAP              | Göran Persson (1996–2006)       |              |
| SAP                         | Bosse Ringholm         | Bosse Ringholm (1942)        | 12 april 1999            | 31 oktober 2004  | Persson III      | Göran Persson (1996–2006)       |              |
|                             | Pär Nuder              | Pär Nuder (1963)             | 31 oktober 2004          | 6 oktober 2006   | Persson III      | Göran Persson (1996–2006)       | SAP          |
|                             | Anders Borg            | Anders Borg (1968)           | 6 oktober 2006           | 3 oktober 2014   | MS               | Fredrik Reinfeldt (2006–2014)   | Reinfeldt I  |
| Reinfeldt II                | Anders Borg            | Anders Borg (1968)           | 6 oktober 2006           | 3 oktober 2014   | MS               | Fredrik Reinfeldt (2006–2014)   |              |
|                             | Magdalena Andersson    | Magdalena Andersson (1967)   | 3 oktober 2014           | 30 november 2021 | SAP              | Stefan Löfven (2014–2021)       | Löfven I     |
| Löfven II                   | Magdalena Andersson    | Magdalena Andersson (1967)   | 3 oktober 2014           | 30 november 2021 | SAP              | Stefan Löfven (2014–2021)       |              |
| Löfven III                  | Magdalena Andersson    | Magdalena Andersson (1967)   | 3 oktober 2014           | 30 november 2021 | SAP              | Stefan Löfven (2014–2021)       |              |
|                             |                        | Mikael Damberg (1971)        | 30 november 2021         | 18 oktober 2022  | SAP              | Magdalena Andersson (2021–2022) | Andersson    |
|                             | Elisabeth Svantesson   | Elisabeth Svantesson (1967)  | 18 oktober 2022          | heden            | MS               | Ulf Kristersson (2022–heden)    | Kristersson  |